# Darling Be Home Soon
"Darling Be Home Soon" is een nummer van de Amerikaanse band The Lovin' Spoonful. Het verscheen op het soundtrackalbum van de film You're a Big Boy Now uit 1967. In januari van dat jaar werd het uitgebracht als de enige single van het album.

## Achtergrond
"Darling Be Home Soon" is geschreven door zanger John Sebastian en geproduceerd door Erik Jacobsen. Francis Ford Coppola, regisseur van You're a Big Boy Now, vroeg aan Sebastian om muziek voor de film te schrijven. Hij wilde voor een bepaalde scène een nummer met een vergelijkbare stemming en tempo als "Monday, Monday" van The Mamas and the Papas. Sebastian schreef vervolgens een lied waarin iemand "smeekt dat een partner een paar minuten blijft praten voordat die weggaat... [maar] je wist nooit of de andere persoon aan het luisteren was of al weg was". Coppola vond het nummer goed genoeg voor de film en de band nam het op. De reguliere drummer Joe Butler werd vervangen door sessiemuzikant Billy LaVorgna. Na de opname bleek dat iemand per ongeluk de zang van Sebastian had verwijderd, dus moest hij het de volgende dag opnieuw inzingen.
"Darling Be Home Soon" werd een hit. Het bereikte de vijftiende plaats in de Amerikaanse Billboard Hot 100 en de 44e plaats in de Britse UK Singles Chart. In Canada behaalde het nummer de achtste plaats. In Nederland bereikte de single de vijftiende plaats in de Top 40 en de zestiende plaats in de Parool Top 20. Het nummer is gecoverd door onder andere The Association, Joe Cocker, Bobby Darin (plaats 93 in de Billboard Hot 100) en Slade.

## Hitnoteringen

### Nederlandse Top 40
| Hitnotering: 25-03-1967 t/m 20-05-1967 | Hitnotering: 25-03-1967 t/m 20-05-1967 | Hitnotering: 25-03-1967 t/m 20-05-1967 | Hitnotering: 25-03-1967 t/m 20-05-1967 | Hitnotering: 25-03-1967 t/m 20-05-1967 | Hitnotering: 25-03-1967 t/m 20-05-1967 | Hitnotering: 25-03-1967 t/m 20-05-1967 | Hitnotering: 25-03-1967 t/m 20-05-1967 | Hitnotering: 25-03-1967 t/m 20-05-1967 | Hitnotering: 25-03-1967 t/m 20-05-1967 | Hitnotering: 25-03-1967 t/m 20-05-1967 |
| Week                                   | 1                                      | 2                                      | 3                                      | 4                                      | 5                                      | 6                                      | 7                                      | 8                                      | 9                                      |                                        |
| -------------------------------------- | -------------------------------------- | -------------------------------------- | -------------------------------------- | -------------------------------------- | -------------------------------------- | -------------------------------------- | -------------------------------------- | -------------------------------------- | -------------------------------------- | -------------------------------------- |
| Nummer                                 | 30                                     | 21                                     | 17                                     | 16                                     | 15                                     | 21                                     | 21                                     | 29                                     | 39                                     | uit                                    |

### Parool Top 20
| Hitnotering: 08-04-1967 t/m 22-04-1967 | Hitnotering: 08-04-1967 t/m 22-04-1967 | Hitnotering: 08-04-1967 t/m 22-04-1967 | Hitnotering: 08-04-1967 t/m 22-04-1967 | Hitnotering: 08-04-1967 t/m 22-04-1967 |
| Week                                   | 1                                      | 2                                      | 3                                      |                                        |
| -------------------------------------- | -------------------------------------- | -------------------------------------- | -------------------------------------- | -------------------------------------- |
| Nummer                                 | 16                                     | 17                                     | 16                                     | uit                                    |

### NPO Radio 2 Top 2000
| Nummer met noteringen in de NPO Radio 2 Top 2000 | '99  | '00  | '01  | '02 | '03  | '04  | '05  | '06  | '07 | '08  |
| ------------------------------------------------ | ---- | ---- | ---- | --- | ---- | ---- | ---- | ---- | --- | ---- |
| Darlin' Be Home Soon                             | 1102 | 1095 | 1069 | 987 | 1387 | 1081 | 1656 | 1442 | -   | 1716 |

1. ↑  Een '-' betekent dat het nummer niet was genoteerd en een vetgedrukt getal geeft de hoogste notering aan.
2. ↑  Deze tabel is bijgewerkt tot en met de laatste editie (2024).